# Álcool 4-(metiltio)benzílico
Álcool 4-(metiltio)benzílico, 4-metiltiofenilmetanol, 4-(hidroximetil)tioanisol ou 4-(metiltio)-benzenometanol, é o composto orgânico de fórmula molecular C8H10OS, fórmula linear CH3SC6H4CH2OH, SMILES CSC1=CC=C(C=C1)CO, massa molecular 154,23. Apresenta-se como um sólido branco a amarelado, ponto de fusão de 41-43 °C, ponto de ebulição de 108-109 °C a 0,4 mm Hg e ponto de fulgor >230 °F. É classificado com o número CAS 3446-90-0, número MDL MFCD00009706, PubChem Substance ID 24853829 e CBNumber CB0695147.